# Ariadna snellemanni
Ariadna snellemanni är en spindelart som först beskrevs av Johan Coenraad van Hasselt 1882.  Ariadna snellemanni ingår i släktet Ariadna och familjen sexögonspindlar. Inga underarter finns listade i Catalogue of Life.